# Darvasi Ilona
Darvasi Ilona (Dunakeszi, 1957. szeptember 19. –) magyar jelmez- és díszlettervező, színházigazgató.

## Életpályája
Főiskolai tanulmányait a Debreceni Református Hittudományi Egyetemen végezte népművelés–könyvtáros szakon. 1976–1977 között a gödi Ady Endre Klubkönyvár kultúrház igazgatója volt. 1977–1979 között a gödi Egyesült Dunamenti Mgtsz. népművelője. 1979–1983 között a dunakeszi József Attila Művelődési Központ könyvtár-igazgatója. 1983–1985 között a 31. sz. Állami Építőipari Vállalat népművelőjeként dolgozott. 1986–1989 között magánvállalkozóként tevékenykedett. 1989–1995 között a Marketing Beraitung International magyarországi területi igazgatója volt. 1995–2000 között az International Business Investment ügyvezető igazgatója. 2000–2007 között a Turay Ida Színház igazgatója, valamint díszlet- és jelmeztervezője volt. 2007–2012 között a Soproni Petőfi Színház igazgatója. 2012-től ismét a Turay Ida Színház ügyvezető igazgatója, díszlet- és jelmeztervező. 2013-tól 2016-ig a Csepeli Munkásotthon Kulturális Központ igazgatója is. Emellett 2016 január 1-től 2019 szeptember 13-ig a Józsefvárosi Önkormányzat Polgármesterének kulturális tanácsadója volt.

## Magánélete
Férje Nemcsák Károly volt 1995-2018. Gyermekei: Ilona Cecília, Balázs Bálint, Marcell Máté.

## Színházi munkái
- Kiss József: Az angyalok nem sírnak 2006, 2016.
- Csurka István: Döglött aknák (2006)
- John Osborne: Dühöngő ifjúság (2007)
- Márai Sándor: A gyertyák csonkig égnek
- Pozsgai Zsolt: Holle anyó
- Rideg Sándor: Indul a bakterház (2006)
- Dale Wasserman: Kakukkfészek
- Móricz Zsigmond: Légy jó mindhalálig
- Örkény István: Macskajáték
- Potyautas
- A szabin nők elrablása
- Szomorú vasárnap
- Vajda Katalin–Fábri Péter: Anconai szerelmesek (2011)
- Charles Perrault: Csipkerózsika
- N.Manfredi-N.Marino: Könnyű erkölcsök (2010)
- Topolcsányi Laura: Egy régvolt Karácsony
- Huszka Jenő: Gül baba
- Maugham–Nádas–Szenes: Imádok férjhez menni  2003, 2016.
- Békeffy–Kiss: Kölcsönkért kastély
- Kávéházi kabaré
- Görgey Gábor: Komámasszony, hol a stukker?
- Topolcsányi–Berkes: Ikrek előnyben!
- Huszka Jenő: Lili bárónő
- Szigligeti Ede: Liliomfi
- Nyírő-Csajkovszkij: Hattyúk tava (2012)
- Szirmai–Bakonyi–Gábor: Mágnás Miska 2001, 2016.
- Kálmán Imre: Marica grófnő
- Móricz Zsigmond: Sári bíró
- Szent István misztériumjáték
- Ron Aldrige: Csak kétszer vagy fiatal
- William Shakespeare: Rómeó és Júlia
- Görgey G.: Mikszáth különös házasságai (2015)
- Móra Ferenc: A didergő király
- Gárdonyi Géza: Hosszúhajú veszedelem
- Egressy Zoltán: Vesztett Éden
- Topolcsányi: Csillagok között (2013)
- Noël Coward: Mézeshetek (2014)
- Topolcsányi Laura: Segítség, én vagyok a feleségem! (2016)
- Topolcsányi Laura: Szellem a spájzban (2013, 2017)
- Katona József: Bánk bán (2011)
- Topolcsányi–Berkes: Bubamara (2014, 2023)
- Hello, Dolly! (2015)
- E.Nebhut: Párizsi éjszakák (2015)
- Topolcsányi–Berkes–Geszti: Csakazértis szerelem (2014)
- Lara de Mare: Égben maradt repülő (2016)
- Molnár Ferenc: A Doktor úr (2015)
- Hunyady Sándor – Topolcsányi Laura: A vöröslámpás ház (2015, 2022)
- Kálmán Imre: Cigányprímás
- Gyökössy Zs.: A maláji lány (2015)
- Russel: Vértestvérek ( 2010, 2016.)
- Francia szobalány 2016.
- Brandon–Szentirmai–Bradányi–Darvasi: A Charley nénje? (2016)
- Topolcsányi Laura: Hamu és gyémánt
- Beer-Verneuil-Fényes-Mihály: Hazudni tudni kell
- Topolcsányi-Berkes: A férfiak a fejükre estek!
- Békeffy István : Janika (2006, 2017.)
- Irma, te édes!
- Topolcsányi: ZITA királynő
- Topolcsányi: A medve nem játék!
- Topolcsányi: Kávéház a Vén Fiákerhez
- Zilahy Lajos: Az utolsó szerep
- Love story (2018)
- Kálmán Imre: Zsuzsi kisasszony
- John Kander-Fred Ebb: CABARET (2018)
- Georgo Faloni: Ártatlan vagyok!
- Eisemann-Zágon-Nóti: Hyppolit, a lakáj
- Neil Simon: Férj nélkül tökéletes!
- Báldi-Berkes: A nők is a fejükre estek!
- Topolcsányi Laura: Rocknagyi
- Barta Lajos: Szerelem
- Joe Kelly-George Gershwin: Girls Swing
- Báldi Mária: Egy szerethető nő
- Kertész Mihály: Na, de Államtitkár úr!
- Feydeau-Szentirmai-Bradányi: Osztrigás Mici (2009, 2020)
- Móra Ferenc: Kincskereső kisködmön
- Andersen-Tóth-Csajkovszkij:Ólomkatona
- Báldi Mária: A kerítőnő (2021)
- Báldi Mária: Térden állva jövök hozzád (2021)
- Rejtő Jenő: Úrilány szobát keres (2021)
- Tamási Áron: Vitéz lélek (2021)
- Varsányi Anna: Fergeteges látogatás (2021)
- Topolcsányi Laura: Segítség! Én vagyok a feleségem! (2022)
- S.Fitzgerald-Grósz A.-Kardos E.: Sztár leszel! (2022)
- Mikó-Kovács-Maráth: Egerek (2022)
- Csokonai-Dörner: Karnyóné (2022)
- Hotel Mimóza (2023)
- Topolcsányi: A medve még mindig nem játék! (2023)
- L.Zorin: Varsói melódia (2023)
- Collodi-Kertész-Paddy Oravetz-Xantus: Pinokkió (2023)
- A.Bergman: Társasjáték New Yorkban (2023)
- Marshall Karp: Örömszülők (2023)
- Pozsgai Zsolt: Holle anyó (2023)
- Shakespeare-Maráth-Topolcsányi: Makrancos hölgy (2023)
- Vajda Katalin: Anconai szerelmesek (2023)
- Woody Allen: Semmi pánik! (2024)
- Noel Coward: Forgószínpad (2024)
- Zerkovitz- Szilágyi: Csókos asszony (2024)
- Faloni-Maráth-Topolcsányi: Nyuszikám, ártatlan vagyok! (2024)

## Díjai
- PRÍMA Díj (2019)
- A Magyar Érdemrend lovagkeresztje (2020)